# Микулич Олексій Гнатович
Олексій Гнатович Микулич (біл. Аляксей Ігнатавіч Мікуліч; 19 грудня 1934, Жеребковичі Ляховицького району — 12 січня 2021) — білоруський антрополог, доктор біологічних наук (від 1991 р.).

## Життєпис
У 1963 р. завершив навчання у Мінському медичному інституті.
У 1963—1966 рр. працював у Міністерстві соціального забезпечення БРСР. З 1969 р. — в Інституті мистецтвознавства, етнографії та фольклору НАН Білорусі.
Дослідник закономірності мінливості генетико-антропологічних і адаптивних типів, гено-демографічних процесів серед населення Білорусі та суміжних територій.

### Праці
- «Нариси з антропології Білорусі» (1976 р.) (біл.)
- «Антропологія Білоруського Полісся» (1978 р.) (біл.)
- «Біологічне і соціальне у формуванні антропологічних особливостей» (1981 р.) (біл.)
- «Спадкові та соціально-гігієнічні фактори довголіття» (1986 р.) (біл.)

### Нагороди
У 1998 р. — Державна премія Білорусі.